# Mictochroa pyrostrota
Mictochroa pyrostrota là một loài bướm đêm trong họ Noctuidae.